# Live Killers
Live Killers är ett livealbum av det brittiska rockbandet Queen, utgivet 26 juni 1979. Albumet är Queens första livealbum och producerades av bandet självt. Albumet spelades in under den europeiska delen av Live Killers-turnén 1979. Turnén startade i Hamburg, Tyskland den 17 januari, men enligt gruppens gitarrist, Brian May, började man inte spela in konserterna för det kommande albumet förrän i Bryssel 26 januari. Turnén i Europa avslutades 1 mars i Paris, så mellan dessa datum kommer låtarna ifrån. Låtarna Dreamer's Ball och Keep Yourself Alive är en halvton för höga jämfört med hur de spelades live annars. 

## Låtlista
| 1.  | We Will Rock You (fast version)    | Brian May       | 3:29 |
| 2.  | Let Me Entertain You               | Freddie Mercury | 3:04 |
| 3.  | Death on Two Legs (Dedicated to... | Mercury         | 3:32 |
| 4.  | Killer Queen                       | Mercury         | 1:59 |
| 5.  | Bicycle Race                       | Mercury         | 1:28 |
| 6.  | I'm in Love With My Car            | Roger Taylor    | 2:01 |
| 7.  | Get Down Make Love                 | Mercury         | 4:31 |
| 8.  | You're My Best Friend              | John Deacon     | 2:07 |
| 9.  | Now I'm Here                       | May             | 8:42 |
| 10. | Dreamer's Ball                     | May             | 3:42 |
| 11. | Love of My Life                    | Mercury         | 4:59 |
| 12. | '39                                | May             | 3:29 |
| 13. | Keep Yourself Alive                | May             | 4:02 |

| 1.           | Don't Stop Me Now    | Mercury      | 4:28  |
| 2.           | Spread Your Wings    | Deacon       | 5:15  |
| 3.           | Brighton Rock        | May          | 12:13 |
| 4.           | Bohemian Rhapsody    | Mercury      | 5:52  |
| 5.           | Tie Your Mother Down | May          | 3:41  |
| 6.           | Sheer Heart Attack   | Taylor       | 3:35  |
| 7.           | We Will Rock You     | May          | 2:48  |
| 8.           | We Are the Champions | Mercury      | 3:27  |
| 9.           | God Save the Queen   | arr: May     | 1:32  |
| Total längd: | Total längd:         | Total längd: | 90:08 |

## Vanlig låtlista
Setlisten för en vanlig konsert under turnén ser inte ut så som Live Killers presenterar den. Här är en låtlista från turnén som bättre speglar hur en riktig såg ut.

### Rotterdam 29 Jan 1979
1. We Will Rock You (fast)
2. Let Me Entertain You
3. Somebody to Love
4. If You Can't Beat Them
5. Death on Two Legs
6. Killer Queen
7. Bicycle Race
8. I'm in Love With My Car
9. Get Down, Make Love
10. You're My Best Friend
11. Now I'm Here
12. Don't Stop Me Now
13. Spread Your Wings
14. Dreamer's Ball
15. Love of My Life
16. '39
17. It's Late
18. Brighton Rock Solo
19. Keep Yourself Alive
20. Bohemian Rhapsody
21. Tie Your Mother Down
22. Sheer Heart Attack
23. We Will Rock You
24. We Are the Champions
25. God Save the Queen

Härav kan man se att flera låtar är uteslutna på den officiellt utgivna Live Killers.

## Mer info
- För den som vill söka vidare omkring detta album finns det en kille i Kanada som gjort en djupgående analys av albumet.
- Den konsert som flest spår kommer ifrån är Frankfurt 2 februari.